# وول‌جم
وول‌جم (به لاتین: Wevelgem) یک منطقهٔ مسکونی در بلژیک است که در فلاندر غربی واقع شده‌است.